# 0971
0971 è il prefisso telefonico del distretto di Potenza, appartenente al compartimento omonimo.
Il distretto comprende la parte centrale della provincia di Potenza. Confina con i distretti di Melfi (0972) e di Andria (0883) a nord, di Bari (080) e di Matera (0835) a est, di Lagonegro (0973) a sud, di Sala Consilina (0975), di Battipaglia (0828) e di Muro Lucano (0976) a ovest.

## Aree locali e comuni
Il distretto di Potenza comprende 38 comuni compresi nelle 3 aree locali di Avigliano (ex settori di Avigliano, Picerno e Vietri di Potenza), Laurenzana (ex settori di Abriola, Armento, Laurenzana e Trivigno) e Potenza (ex settori di Acerenza, Potenza e Tolve). I comuni compresi nel distretto sono: Abriola, Acerenza, Albano di Lucania, Anzi, Armento, Avigliano, Balvano, Banzi, Baragiano, Brindisi Montagna, Calvello, Campomaggiore, Cancellara, Castelmezzano, Corleto Perticara, Filiano, Forenza, Gallicchio, Genzano di Lucania, Guardia Perticara, Laurenzana, Missanello, Montemurro, Oppido Lucano, Picerno, Pietragalla, Pietrapertosa, Pignola, Potenza, Ruoti, San Chirico Nuovo, Savoia di Lucania, Spinoso, Tito, Tolve, Trivigno, Vaglio Basilicata e Vietri di Potenza .